# L'Éveil (Kate Chopin)
 (octobre 2024).
Si vous disposez d'ouvrages ou d'articles de référence ou si vous connaissez des sites web de qualité traitant du thème abordé ici, merci de compléter l'article en donnant les références utiles à sa vérifiabilité et en les liant à la section « Notes et références ».
Pour les articles homonymes, voir L'Éveil.
L'Éveil est un roman de Kate Chopin ((en) The Awakening), publié pour la première fois le 22 avril 1899. 

## Résumé
Se déroulant à La Nouvelle-Orléans et sur la côte du golfe de Louisiane à la fin du XIXe siècle, l’intrigue est centrée sur Edna Pontellier et sa lutte entre les points de vue de plus en plus peu orthodoxes sur la féminité et la maternité et les attitudes sociales dominantes du sud des États-Unis au tournant du siècle. C’est l’un des premiers romans américains qui se concentre sur les problèmes des femmes en utilisant des techniques narratives. Il est également largement considéré comme une œuvre phare du féminisme précoce, générant une réaction mitigée de la part des lecteurs et des critiques contemporains.

## Genre littéraire
Le mélange de narration réaliste, de commentaire social incisif et de complexité psychologique du roman fait de L'Éveil un précurseur de la littérature moderniste américaine ; il préfigure les œuvres de romanciers américains tels que William Faulkner et Ernest Hemingway et fait écho aux œuvres de contemporains tels qu’Edith Wharton et Henry James. Il peut également être considéré comme l’une des premières œuvres du Sud dans une tradition qui culminera avec les œuvres modernes de Faulkner, Flannery O'Connor, Eudora Welty, Katherine Anne Porter et Tennessee Williams

## Interprétations
Pour le courant féministe, il s'agit d'un poème sur le thème de la libération de l'individu en général  et de la femme en particulier. Ses contemporains ont cru à un récit autobiographique, ce qui a conféré à l'œuvre une odeur de scandale et mis un terme à la carrière de l'auteure. IL faut y voir, selon Cyrille Arnavon, son premier traducteur, non seulement le portrait d'une « Bovary de la Nouvelle-Orléans » mais une fort belle étude sur le thème que signifie très exactement le sous-titre de l'œuvre « une âme solitaire ».